# Кира Кенер
Стефани Нэйн (норв. Stephanie Knain), больше известная как Кира Кенер (англ. Kira Nicole Kener) — американская эротическая модель и порноактриса
. Обладательница звания «Киска месяца» (Pet of the Month) в декабре 2002 года по версии журнала «Penthouse».

## Биография
Стефани родилась 11 августа 1974 года в Сан-Хосе, штат Калифорния (США). По происхождению она является евроазиаткой: её отец норвежец, а мать вьетнамка. Карьера Стефани в порноинудстрии началась с 1998 года, причем, как и в большинстве случаев, с работы стриптизёрши (обладательница титулов Miss Nude Asia и Exotic Dancer Cover Girl of the Year в 1998 году). Уже в 1999 году она подписала контракт с компанией Vivid Entertainment. Дебют Стефани состоялся в том же году в фильме «Медсёстры» (Nurses).
В марте 2002 года Стефани, уже под сценическим псевдонимом Кира Кенер, появляется на обложке журнала «Playboy», а в декабре становится обладательницей звания «Киска месяца». В 2004 году Кира Кенер появилась в фотоальбоме «XXX: 30 Porn Star Photographs» известного американского фотографа Тимоти Гринфилд-Сандерса. Позднее кабельный канал HBO выпустил документальный фильм о процессе работы фотографа над альбомом.
Эксклюзивный контракт с Vivid Entertainment действовал в период с 1999 по 2005 год. Сейчас Кира проживает в Северной Каролине, у неё есть дочь, которую она родила в середине 1993 года. В 2005 году Стефани официально сменила имя на Кира Кенер и юридически зарегистрировала его в качестве товарного знака. В том же году Кира подала судебный иск на Vivid Entertainment на неправомерное использование её имени. Также в иск были включены обвинения на антисанитарные условия, которые компания предоставляла актёрам в своих фильмах (согласно иску, Кира подхватила венерическое заболевание через сексуальную игрушку на съёмках в феврале 2004 года). Иск был официально урегулирован только в апреле 2007 года, и условия урегулирования не разглашаются.
В феврале 2007 года (фактически был снят в 2005 году) студия Digital Playground выпустила DVD: «Virtual Sex With Kira Kener» (единственный хардкор-релиз, в котором партнёры Киры не использовали презервативы), который в 2008 году номинировался на AVN Awards в номинации Лучший интерактивный DVD (Best Interactive DVD).